# Корте, Адриан
Адриан Корте (нидерл. Adriaen Coorte, ок.1665, возможно, Мидделбург — после 1707, вероятно, там же) — голландский художник.
О жизни художника документально известно немногое. Около 1680 года он стал в Амстердаме учеником Мельхиора де Хондекутера. В 1683 г. вернулся в Мидделбург. В 1695 г. фигурирует в документах как член Гильдии Святого Луки.

## Творчество
В каталогах описано около 80 работ Корте. По преимуществу это натюрморты, выполненные в крайне минималистской манере.
До середины XX века художник оставался практически неизвестным. Его открыл голландский историк искусства Лауренс Йоханнес Боль (1898—1994), который в 1952 году опубликовал статью о нем, в 1958-м организовал в Дордрехте выставку его избранных работ, а в 1977-м выпустил в Амстердаме монографию о художнике.
В 2003 году экспозицию его работ показала Национальная галерея искусства в Вашингтоне. 7 декабря 2011 г. прежде неизвестная работа мастера «Три персика на каменной столешнице и бабочка Красный Адмирал» была продана на аукционе за рекордную для работ этого мастера цену в £2 057 250 ().
В настоящее время работы Корте находятся в крупнейших музеях Старого и Нового Света. Один из его натюрмортов (1697) имеется в Эрмитаже. Голландский поэт Ханс Фаверей посвятил художнику цикл стихотворений, вошедший в его сборник «Освещение» («Lichtval», 1981).

## Некоторые работы

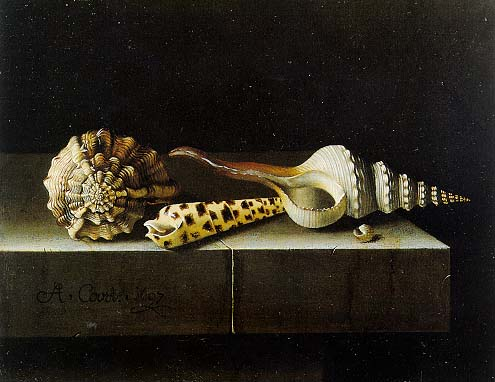
Натюрморт с раковинами
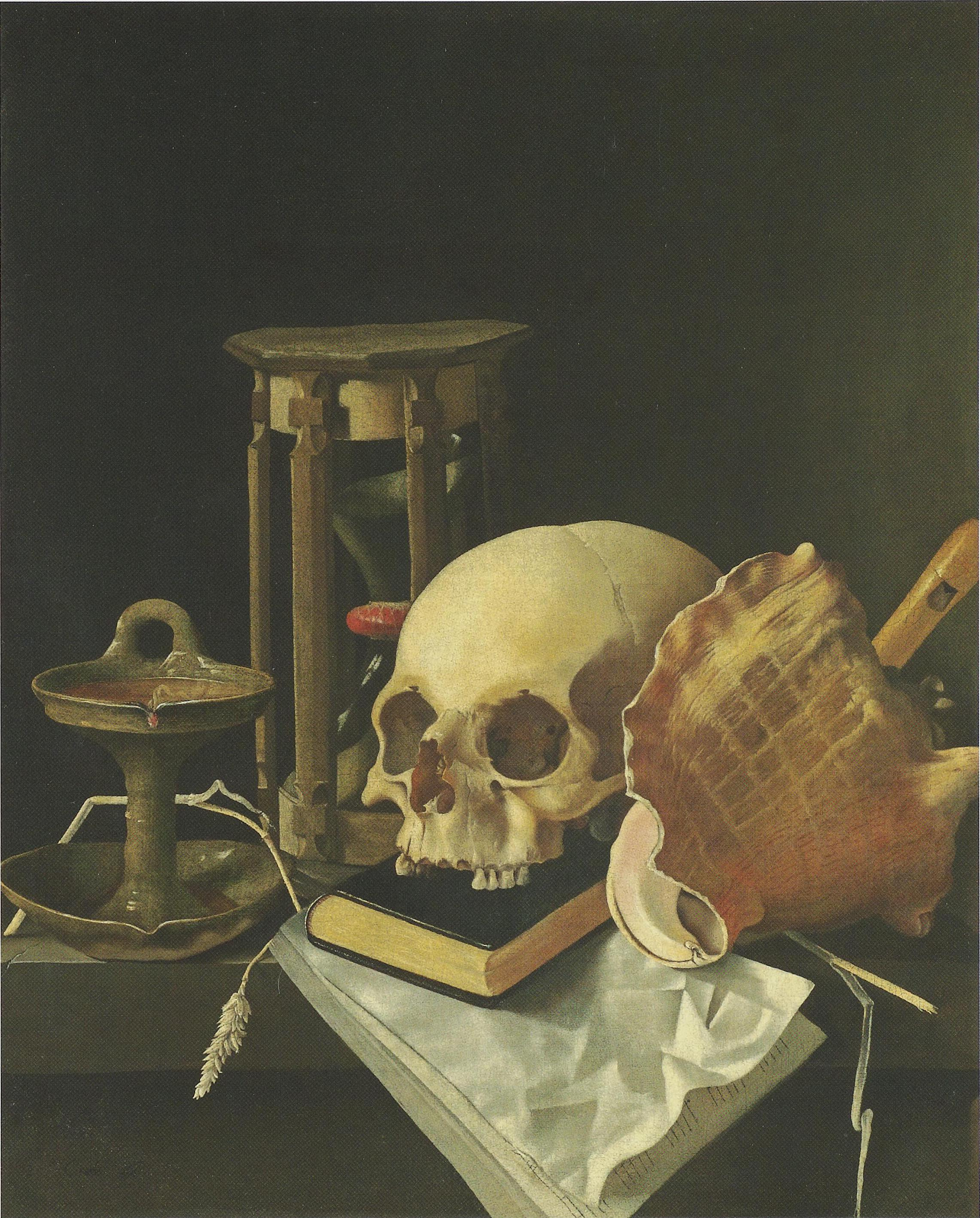
Натюрморт с черепом и песочными часами (Vanitas)
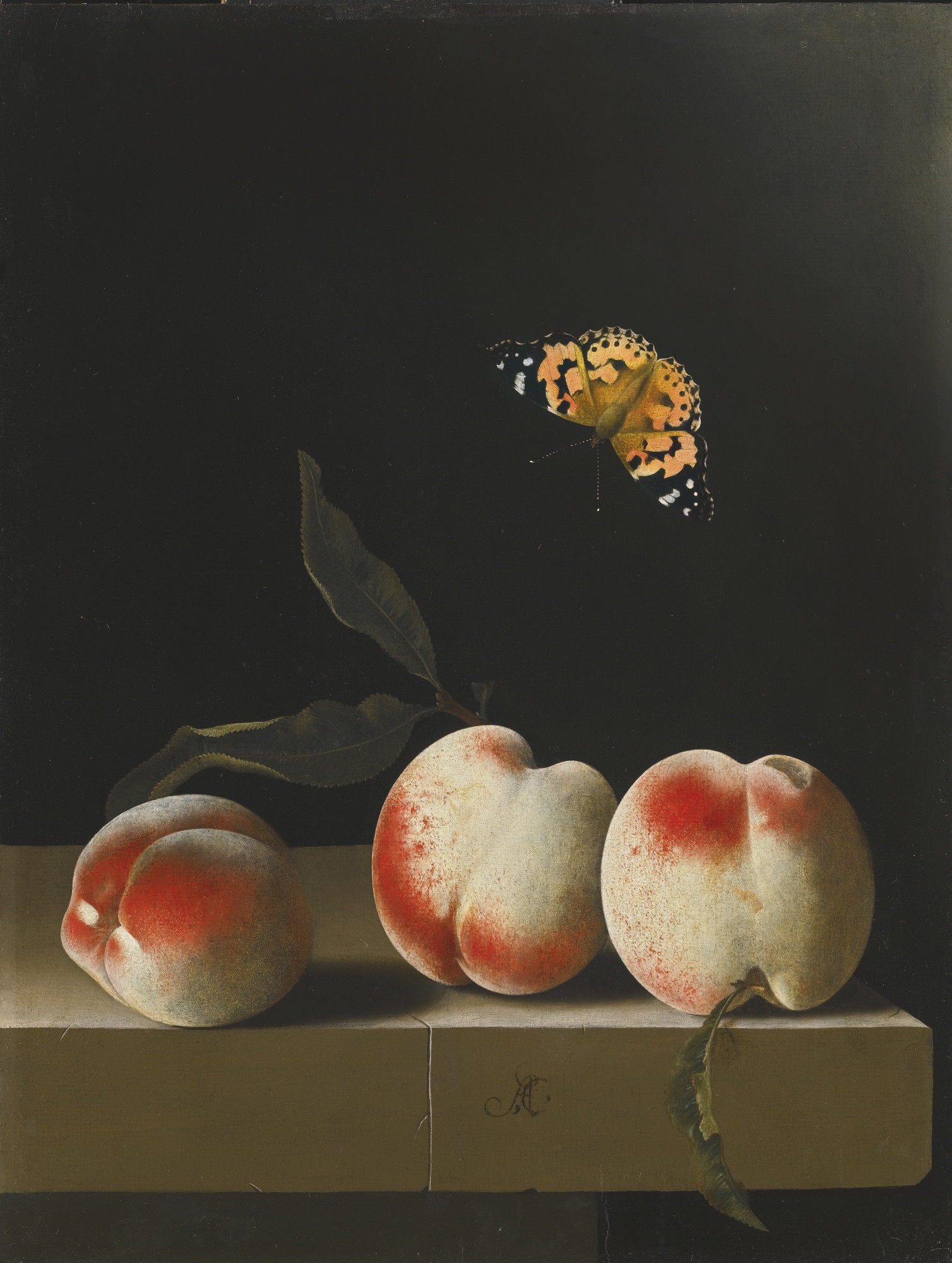
Три персика на каменной столешнице и бабочка Красный Адмирал, масло, бумага, 31,3×23,3 см, монограмма „AC“ датирован 1693-1695
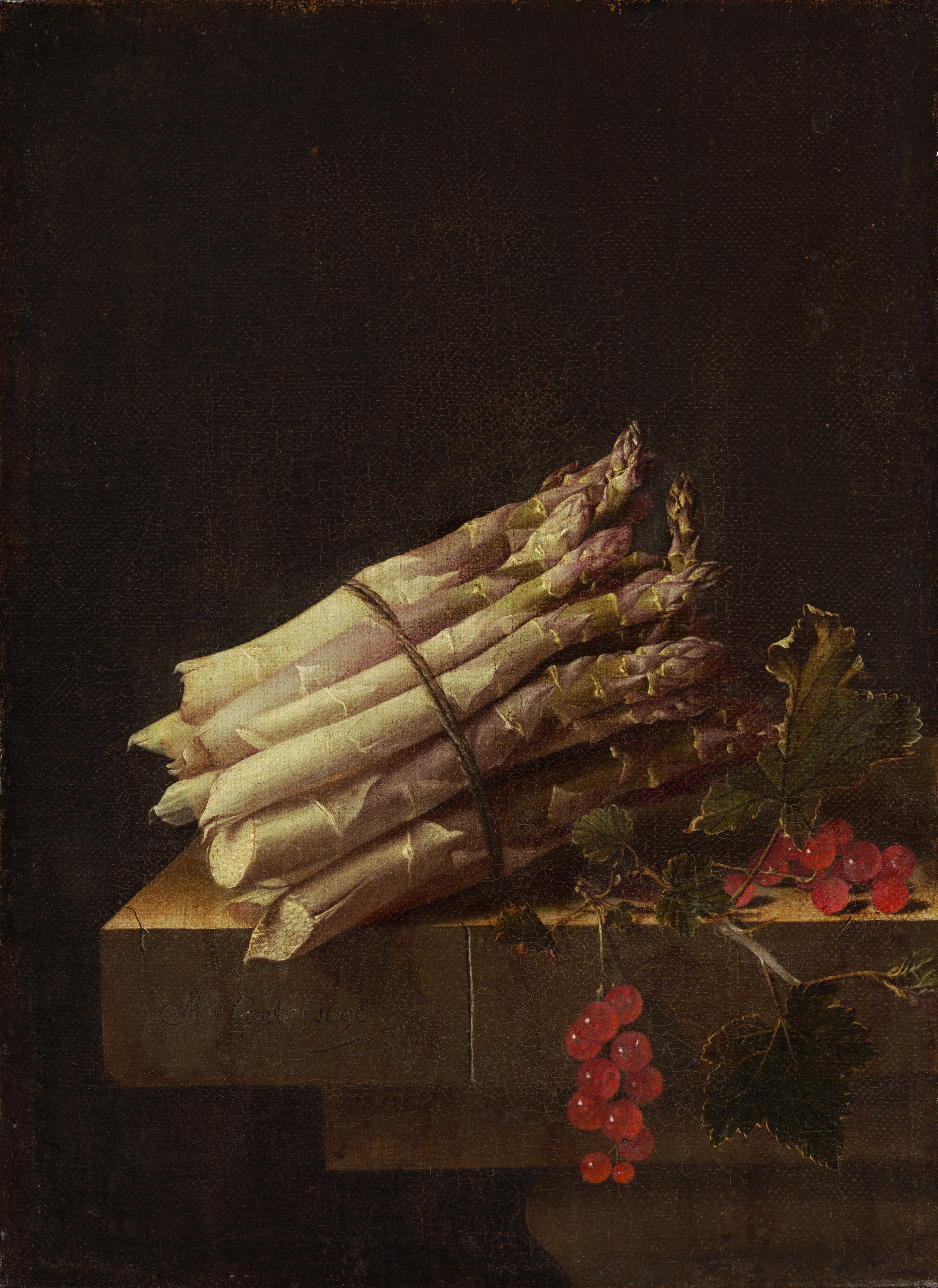
Натюрморт со спаржей и красной смородиной Nat. Gallery of Art (1696)
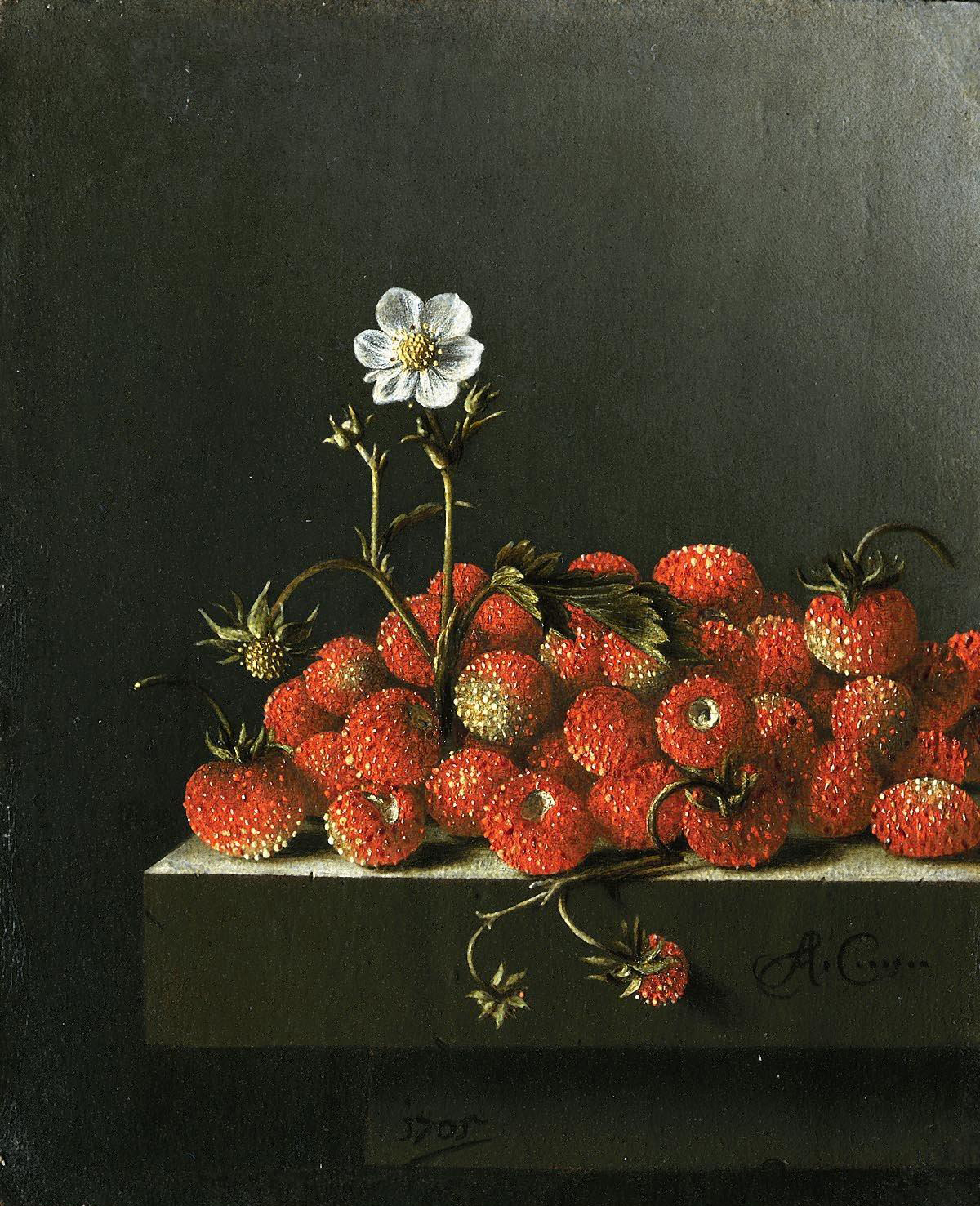
Земляника Mauritshuis (1696)
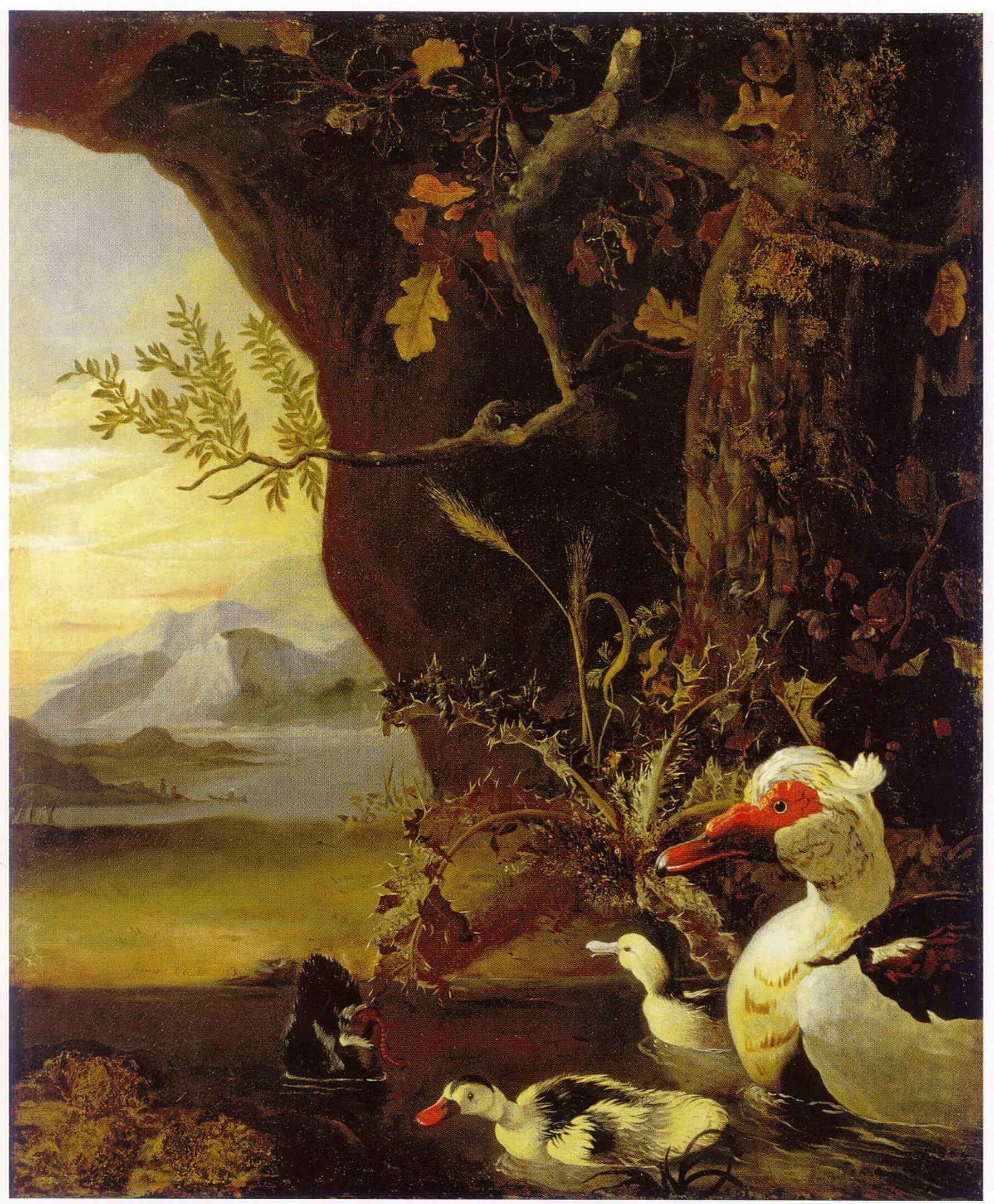
Горный вид с утками
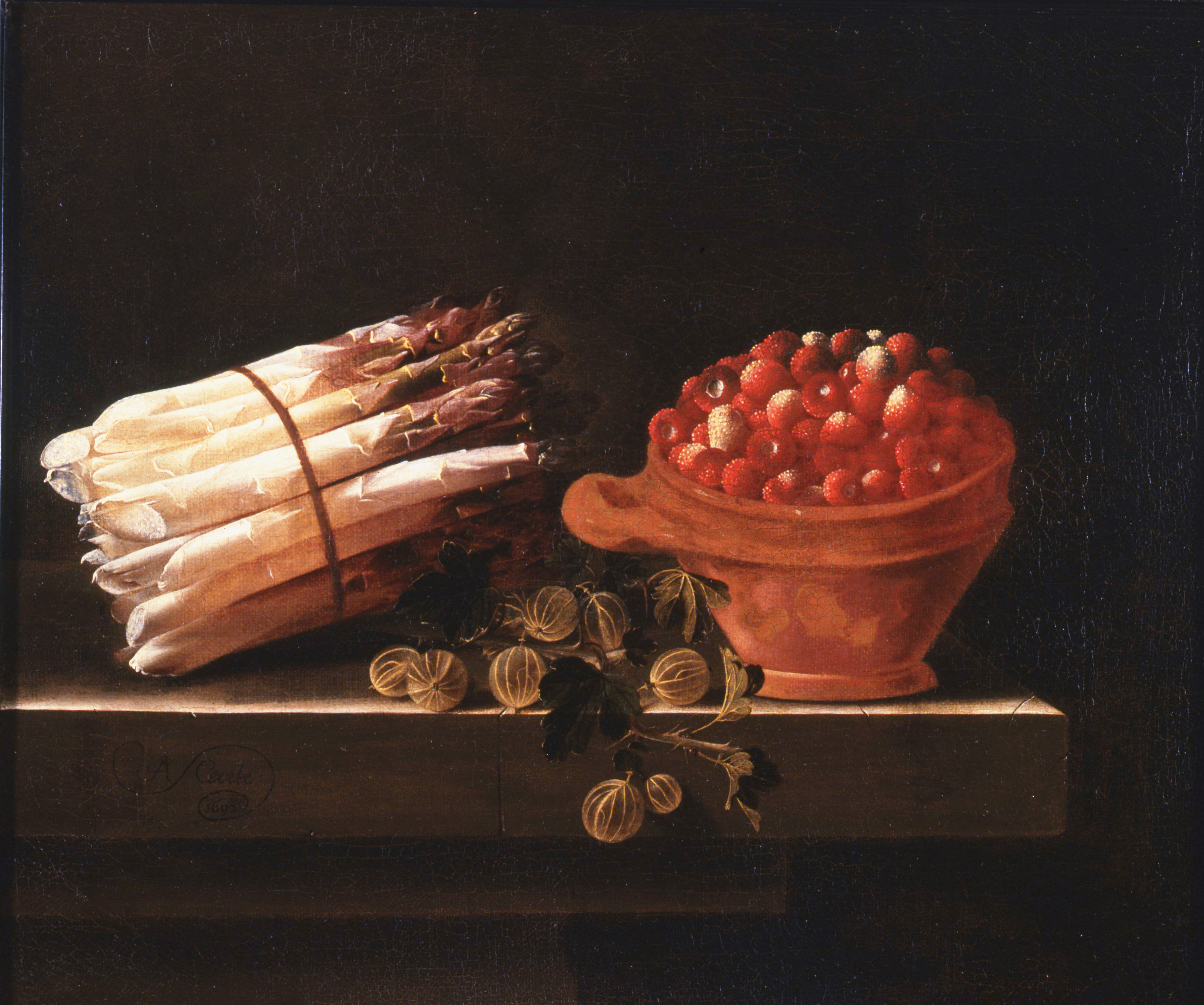
Спаржа, земляника и крыжовник Dordrechts Museum (1698)
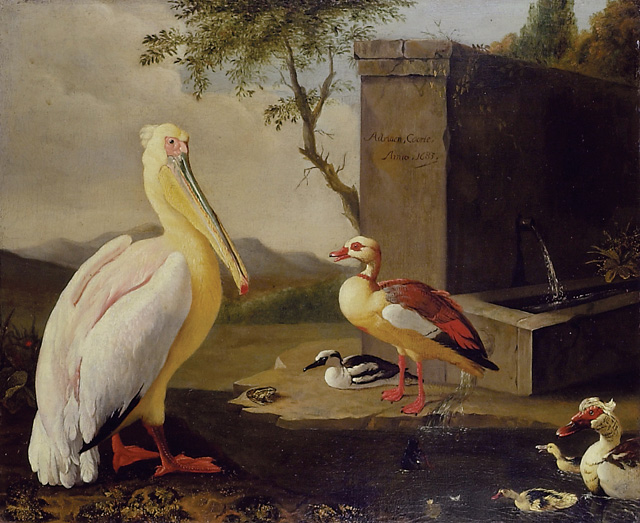
Пеликан и утки на фоне горного пейзажа
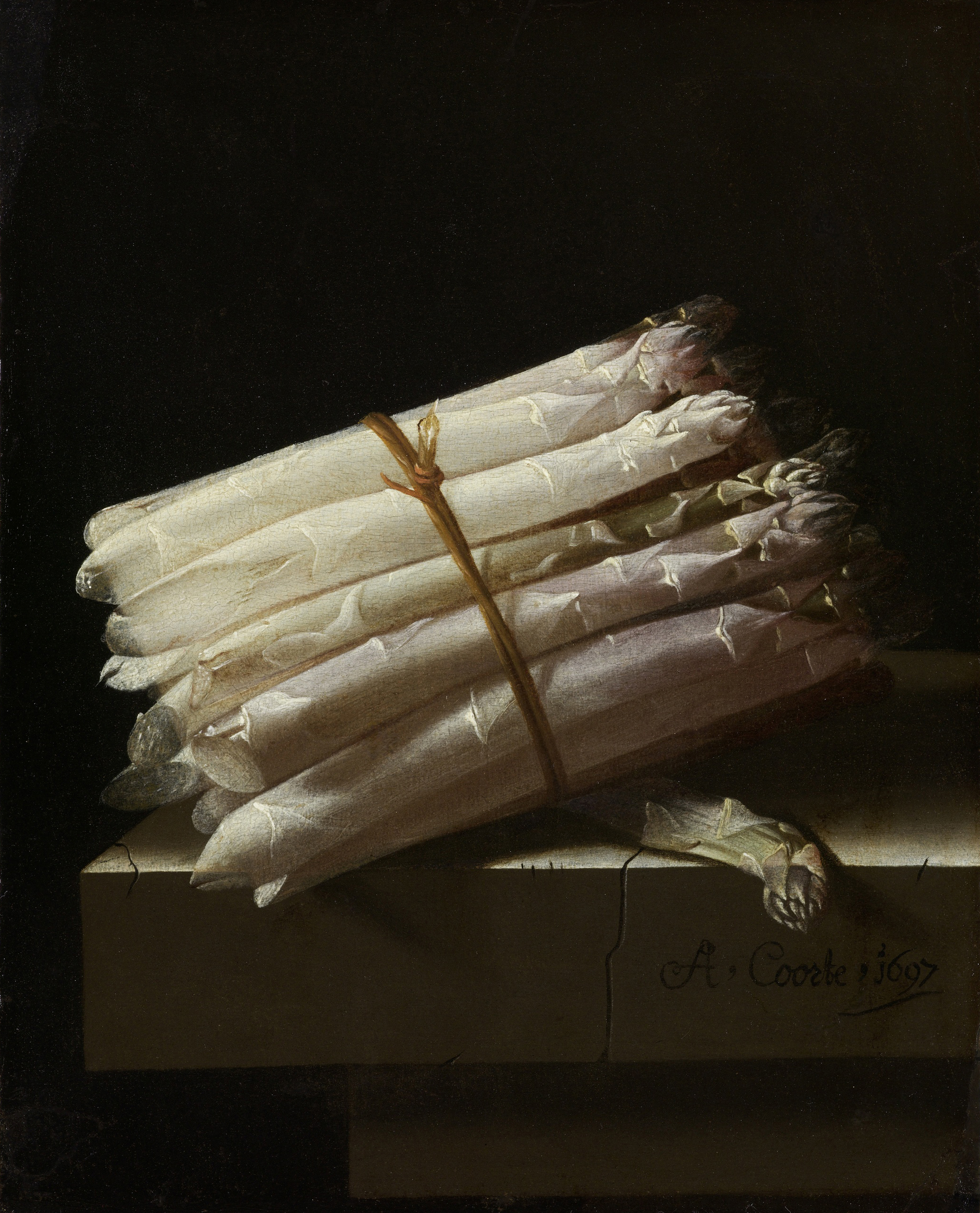
Натюрморт со спаржей
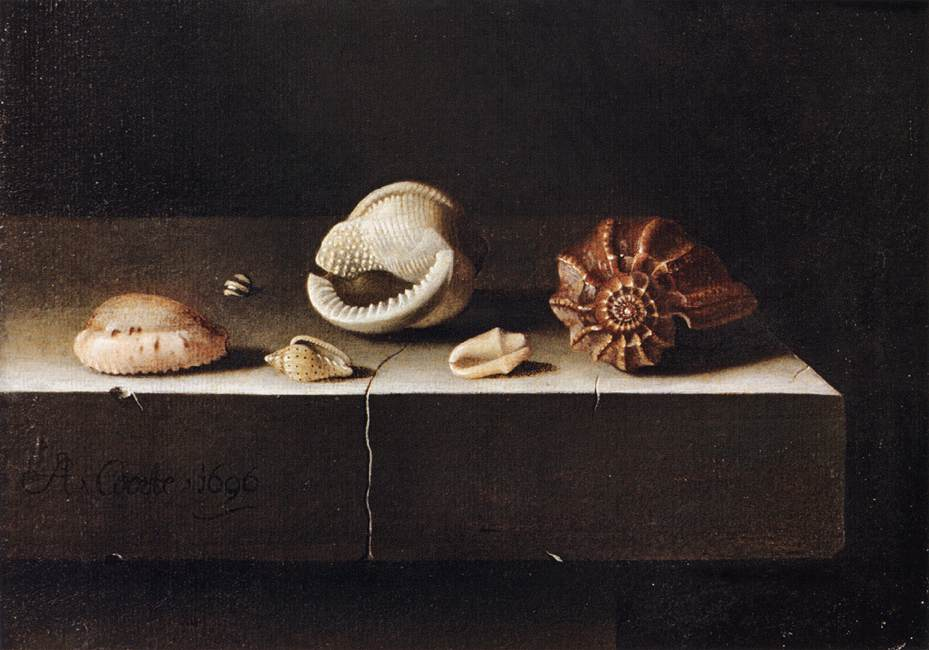
Пять раковин на каменной столешнице
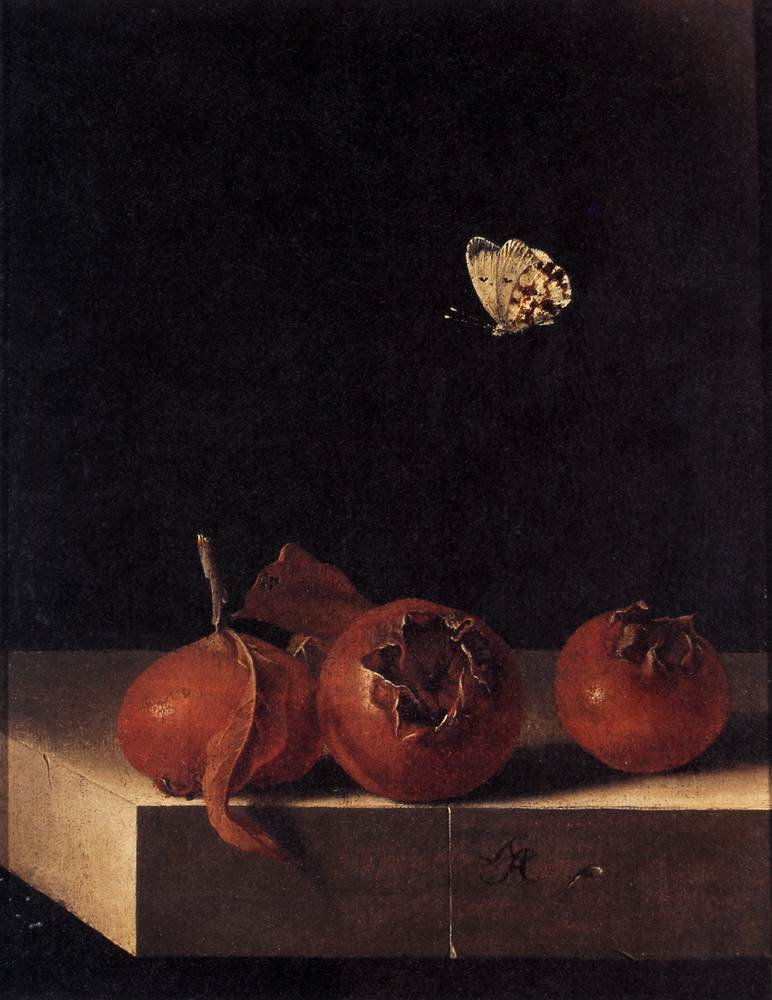
Три плода мушмулы и бабочка (1705)